# Над нами Південний хрест
«Над нами Південний Хрест» (рос. «Над нами Южный Крест») — український радянський художній фільм 1965 року режисерів Вадима Іллєнка та Ігоря Болгарина. Виробництво кіностудії імені Олександра Довженка.

## Сюжет
Місто на Чорному морі, післявоєнні роки. Місцевий шибайголова Федько Бойко зустрічає «очкарика» Володю. Незважаючи на різницю в темпераменті, хлопці стають друзями. Одного разу хлопчики знайомляться з відставним полярним льотчиком Павлом Івановичем Федосеенко. Самотній і глибоко хворий ветеран бере своєрідне шефство над хлопцями і багато розповідає про свій полярний досвід, про Антарктиді, експедиції Роберта Скотта.
Сироту Федора пригнічує, що Павло Іванович самотній. Він вважає, що у льотчика є син, намагається послати йому телеграму і навіть їде «зайцем» у Херсон. В результаті виявляється, що це сам Федосеенко працював у Херсоні на судноремонтному заводі, звідки звільнився в 1924 році для вступу до школи пілотів. Коли Федір повертається в рідне місто, він дізнається, що в день його від'їзду Павло Іванович помер. Тоді хлопці дають клятву побачити на власні очі Південний Хрест.

## У ролях
- Борис Андрєєв — Павло Іванович Федосєєнко
- Олександр Барсов — Федька Бойко
- Павло Морозенко — Федька, дорослий
- Андрій Веселовський — Вовка в дитинстві
- Юрій Саранцев — Вовка, дорослий
- Любов Калюжна — тітка Груша
- Степан Крилов — кранівник Руденко
- Борис Новиков — білетер цирку
- Раднер Муратов — зимівник
- Микола Крюков — директор судноремонтного заводу в Херсоні
- Євген Леонов — продавець-інвалід на ринку
- Михайло Пуговкін — міліціонер
- Микола Гринько — телеграфіст

## Творча група
- Автори сценарію: Ігор Болгарин, Сергій Наумов
- Режисер-постановник: Ігор Болгарин, Вадим Іллєнко
- Оператор-постановник: Вадим Іллєнко
- 2-й оператор: Вілен Калюта
- Художники: Олексій Бобровников (художник-постановник)
  - Н. Аристов (декоратор)
  - Галина Нестеровська (художник по костюмах)
  - Н. Решетило (грим)
- Композитор: Леонід Грабовський
- Автори пісні: музика Петра Тодоровського, текст Григорія Поженяна
- Режисер: Віктор Конарський
- Звукооператор: Георгій Салов
- Монтаж: С. Роженко
- Редактор: Володимир Сосюра
- Консультант: Ілля Мазурук, полярний льотчик, Герой Радянського Союзу (1937)
- Комбіновані зйомки: художник — Віктор Демінський, оператор — Олександр Пастухов
- Асистенти: Т. Воробйова, Емілія Іллєнко, Юрій Цупко, П. Соколовський, Віктор Дембський, Фрідріх Цельмер
- Директор картини: В. Веселов